# Lageniporina
Lageniporina is een monotypisch mosdiertjesgeslacht uit de familie van de Celleporidae en de orde Cheilostomatida. De wetenschappelijke naam ervan is in 2016 voor het eerst geldig gepubliceerd door Winston.

## Soort
- Lageniporina verrucosa (Canu & Bassler, 1928)